# 소련 공산당 모스크바 시위원회
소련 공산당 모스크바 시위원회(러시아어: Московского городского комитета КПСС)는 소련 공산당 산하에 있던 모스크바 지역의 시위원회 조직이다. 1917년 11월 10일에 10월 혁명으로 수립되었으며 1991년 6월 사실상 모스크바 시장에 거의 모든 권한이 넘어갔으며 1991년 8월 24일 공식적으로 해체되었다.

## 제1서기 목록
모스크바 시위원회의 제1서기는 시위원회의 최고 서기직으로, 모스크바의 시장 급에 해당하는 지위에 해당했다. 아래는 모스크바 제1서기의 목록이다.
| 이름                  | 재임 기간        | 재임 기간        | 생몰년도  |
| 이름                  | 취임             | 퇴임             | 생몰년도  |
| --------------------- | ---------------- | ---------------- | --------- |
| 바딤 포드벨스키       | 1917년 11월 10일 | 1918년 4월 12일  | 1887–1920 |
| 도미니크 이예프레모프 | 1918년 4월 12일  | 1918년 9월 7일   | 1883–1925 |
| 블라디미르 자고르스키 | 1918년 9월 17일  | 1919년 9월 25일  | 1883–1919 |
| 도미니크 이예프레모프 | 1919년 10월      | 1919년 11월      | 1883–1925 |
| 알렉산드르 먀스니코프 | 1919년 11월      | 1920년 4월       | 1886–1925 |
| 오시프 퍄트니츠키     | 1920년 4월       | 1920년 11월      | 1882–1938 |
| 표도르 세르그프       | 1920년 11월      | 1921년 3월       | 1883–1921 |
| 이사크 젤렌스키       | 1921년 3월       | 1924년 8월 20일  | 1890–1938 |
| 니콜라이 우글라노프   | 1924년 8월 20일  | 1928년 11월 27일 | 1886–1937 |
| 뱌체슬라프 몰로토프   | 1928년 11월 27일 | 1929년 8월 15일  | 1890–1986 |
| 카를 바우만           | 1929년 8월 15일  | 1930년 7월 12일  | 1892–1937 |
| 라자리 카가노비치     | 1930년 7월 12일  | 1934년 1월       | 1893–1991 |
| 니키타 흐루쇼프       | 1934년 1월       | 1938년 1월 27일  | 1894–1971 |
| 알렉산드르 우가로프   | 1938년 2월 11일  | 1938년 9월 19일  | 1900–1939 |
| 알렉산드르 셰르바코프 | 1938년 12월 2일  | 1945년 5월 10일  | 1901–1945 |
| 게오르기 포포프       | 1945년 5월 10일  | 1950년 2월 12일  | 1906–1968 |
| 이반 루먄체프         | 1950년 2월 12일  | 1952년 7월       | 1913–1992 |
| 이반 카피토노프       | 1952년 8월       | 1954년 3월 29일  | 1915–2002 |
| 예카테리나 푸르체바   | 1954년 11월 17일 | 1957년 6월 30일  | 1910–1974 |
| 블라디미르 우스티노프 | 1957년 6월 30일  | 1960년 3월 4일   | 1907–1971 |
| 표트르 데미체프       | 1960년 3월 4일   | 1962년 11월 1일  | 1917–2010 |
| 니콜라이 예고리체프   | 1962년 11월 1일  | 1967년 10월 4일  | 1920–2005 |
| 빅토르 그리신         | 1967년 10월 4일  | 1985년 12월 23일 | 1914–1992 |
| 보리스 옐친           | 1985년 12월 23일 | 1987년 11월 11일 | 1931–2007 |
| 레프 자이코프         | 1987년 11월 11일 | 1989년 11월 21일 | 1923–2002 |
| 유리 프로코피예프     | 1989년 11월 21일 | 1991년 8월 24일  | 1939–     |

## 같이 보기
- 모스크바 시장
- 소련 공산당 모스크바 지역위원회